# CleanBrowsing
CleanBrowsing é um serviço público e gratuito de DNS Anycast oferecido sem fins lucrativos. Ele afirma oferecer uma experiência de navegação mais rápida, segura e sem conteúdo adultos ou pornográficos. É um sistema muito utilizado por pais e escolas para prevenir accesso a conteúdo indesejado por crianças. Ele foi considerado o sistema de DNS mais rápido que oferece bloqueio de conteúdo adulto numa pesquisa feita por pesquisadores em 2017.

## Endereços IPv4
O CleanBrowsing oferece 2 servidores DNS:

### Filtro Família
O filtro família bloqueia acesso a conteúdo adulto, pornográficos e de proxies e VPNs. Também força o modo seguro do Google, Bing e Youtube.
- 185.228.168.168
- 185.228.168.169

### Filtro de Conteúdo adulto
Esse segundo filtro é menos restritivo e apenas bloqueie conteúdo adulto e pornográficos.
- 185.228.168.10
- 185.228.168.11

### = DNS criptografado
CleanBrowsing também oferece um DNS criptografado utilizando o TLS e DNS sobre o HTTPS